# Inondation de 1634 au Schleswig-Holstein
 (octobre 2015).
Si vous disposez d'ouvrages ou d'articles de référence ou si vous connaissez des sites web de qualité traitant du thème abordé ici, merci de compléter l'article en donnant les références utiles à sa vérifiabilité et en les liant à la section « Notes et références ».

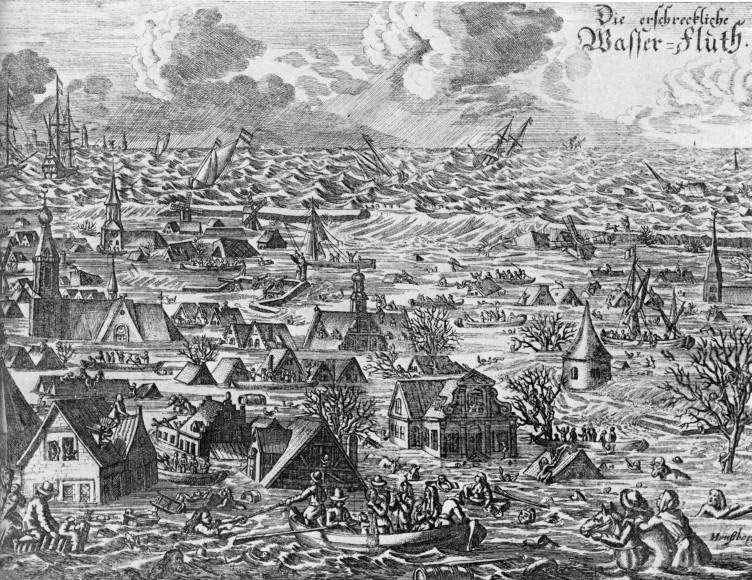
Représentation de l'époque de l'inondation.

Le 11 octobre 1634, une inondation a lieu au Schleswig-Holstein sur les côtes de la mer du Nord. Cette inondation, qui cause des milliers de morts, est une conséquence de la tempête Buchardi, qui venait de se dérouler. On lui donne également le nom de « Grote Mandrenke », la « grande noyade », par référence à l'inondation de la Saint-Marcel en 1362 (la Grote Mandrenke de 1362).

## Circonstances
L'événement survient alors que le Schleswig-Holstein, aujourd'hui territoire allemand, se relève à peine d'une épidémie de peste survenue en 1603 et au milieu de la guerre de Trente ans. De plus, la mer du Nord semble déchaînée depuis plusieurs années et déjà, en 1625, des icebergs viennent détruire une partie des digues côtières. C'est ainsi que, dans la nuit du 11 au 12 octobre 1634, la tempête Burchardi créa une onde de tempête qui déferla sur le côte et engloutit une grande partie de l' île de Strand (de).
Une onde de tempête, ou mandränke, est un phénomène naturel créé par le vent et une forte dépression des fonds marins qui a pour effet de rehausser le niveau de la mer. Cette onde causa la mort de 8 000 à 15 000 personnes selon les registres paroissiaux, dont les deux tiers de la population de l'île de Strand. Cette dernière ayant disparu, de petites îles apparurent à sa place : les îles de Nordstrand, Pellworm, Halligen Südfall et celle de Nordstrandischmoor.